# One Fine Day
One Fine Day war eine Rockband aus Itzehoe. Sie bestand zuletzt aus Frontmann Marten Pulmer, dem Gitarristen Hendrik Burkhard, Bassist Marco Köhrsen sowie Schlagzeuger Erik-Mac Essig.

## Bandgeschichte
Gegründet wurde die Band bereits 1997 von Marten Pulmer, Hendrik Burkhard und Marco Köhrsen. Damals am Schlagzeug: Sascha Niemann und an der zweiten Gitarre Torben Petrovic. 1999 trennten sich One Fine Day von Torben Petrovic und Alexander Blazek kam in die Band. Sascha Niemann stieg 2003 aus und Roman Rossbach kam dazu, der anfangs allerdings Schlagzeug spielte. Er wechselte an die Leadgitarre, als Erik-Mac Essig als neuer Schlagzeuger dazukam. In der Besetzung spielen One Fine Day unverändert seit 2004.
Das erste Album all connected wurde 1998 aufgenommen. In den Folgejahren wurden die EPs what we share und halfway to destiny aufgenommen, bis 2002 mit Ulf Nagel als Produzent das Album how to decide in Kiel aufgenommen wurde. Sämtliche Auflagen waren Kleinstauflagen, die ausschließlich auf Konzerten und via Mailorder vertrieben wurden und nicht mehr erhältlich sind.
Im Jahre 2004 haben sich One Fine Day beim John Lennon Talent Award bundesweit gegen mehr als 5000 Bewerber-Bands durchgesetzt und sind unter die letzten 10 gekommen. Dadurch wurde das Berliner Plattenlabel Rockhit Records auf die Band aufmerksam. Im selben Jahr bestritten sie zusammen mit den Brainless Wankers ihre erste Deutschlandtournee und veröffentlichten Ende 2004 das Album Faster Than the World bei Rockhit Records. Es folgten zahlreiche Auftritte, Festivals und kleinere Tourneen durch Deutschland.
Als Gastsänger auf dem 2006 erschienenen Album Damn Right sind Henning Wehland von H-Blockx und Anne Kalstrup von den Pinboys zu hören. Produziert wurde dieses Album von Jan-Dirk Poggemann, dem Bassisten der Donots. Drei Singles wurden aus diesem Album ausgekoppelt: Damn Right, Burn (feat. Henning Wehland) und Goodbye Reality. Ende 2006 unterstützten sie zusammen mit Dopamine die Band Zebrahead auf ihrer Deutschlandtour.
Im Januar 2007 war die Band auf Deutschlandtour, im Sommer trat sie deutschlandweit auf verschiedenen Festivals auf u. a. bei Rock am Ring, Rock im Park und dem Hurricane Festival.
Außerdem hat die Band im März 2007 drei Showcases auf der größten Musikmesse SXSW in Austin, Texas gespielt und seit dem 20. Juni 2007 steht das Album Damn Right nun auch via Columbia Music Entertainment in Japan in den CD-Läden. Ebenfalls im Juni 2007 war die Band in Japan für ein paar Konzerte und Promotionauftritte.
Im Oktober 2007 waren One Fine Day auf dem zweiten Teil ihrer Damn-Right-Tour und im November 2007 unterstützten sie die H-Blockx auf ihrer Tour. Über den Sommer 2008 war die Band auf einigen Festivals (u. a. With Full Force, Kieler Woche und dem Welt-Astra-Tag) zu sehen.
Seit Anfang 2008 arbeiteten die Hamburger an ihrem Album One Fine Day, welches am 20. März 2009 bei der Hamburger Plattenfirma ferryhouse/Warner erschien. Die erste ausgekoppelte Single heißt Emily. Im Januar und Februar 2009 spielten One Fine Day im Vorprogramm von The Subways auf ihrer Deutschland-Tour.
Am 9. und 10. Juni 2009 waren sie in der RTL-Seifenoper Gute Zeiten, schlechte Zeiten zu sehen, dort präsentierten sie u. a. ihre neue Single Miracle, are you ready?.
Im Mai 2009 waren One Fine Day auf Teil I der „Emily Value Tour“, bei der die Pinboys als Vorgruppe fungierten. Es folgten zahlreiche Festivalauftritte in Deutschland und Österreich, u. a. auf dem Southside Festival und dem Two Days A Week.
Ende 2009 verließ Roman Rossbach die Band.
Im Oktober und November 2009 folgte Teil II der „Emily Value Tour“. Von Dezember 2009 bis April 2010 arbeitete die Band in Kiel und Stockholm mit dem schwedischen Produzenten Pelle Gunnerfeldt an ihrem sechsten Album The Element Rebellion, was bei ferryhouse/Warner am 1. Oktober 2010 veröffentlicht wurde.
Im Herbst 2010 folgte eine Tour zusammen mit Royal Republic im Vorprogramm der Donots und Anfang 2011 die eigene „The Element Rebellion Tour“.
Anfang Juni erklärte die Band in einer Videobotschaft ihre Auflösung im Anschluss an ein letztes Konzert am 2. Oktober 2011 in Hamburg.

## Diskografie

### Alben und EPs
- All Connected (1998)
- …What We Share EP (1999)
- Halfway to Destiny EP (2001)
- How to Decide (2002)
- Faster Than the World (2004)
- Damn Right (2006)
- One Fine Day (2009)
- The Element Rebellion (2010)

### Singles
- Damn Right (Damn Right)
- Burn (feat. Henning Wehland) (Damn Right)
- Goodbye Reality (Damn Right)
- Jimmy’s Day (One Fine Day, 2009)
- Emily (One Fine Day, 2009)
- Miracle, Are You Ready? (One Fine Day, 2009)
- My Heart Is on Fire (The Element Rebellion, 2010)
- Feel Again (The Element Rebellion, 2010)
- Eat Your Lies (One Fine Day, 2009)